# Idaea lutearia
Idaea lutearia là một loài bướm đêm trong họ Geometridae.